# Três Discursos Edificantes (1844)
Três Discursos Edificantes é uma obra do filósofo dinamarquês Søren Kierkegaard, editada a 8 de Junho de 1844, sendo assinada com o seu próprio nome. A obra é precedida por Dois Discursos Edificantes (1844) e sucedida por Migalhas Filosóficas.
Faz parte da série de "Dezoito Discursos Edificantes" (Atten Opbyggelige Taler) iniciada em 1843 e terminada em 1845. A obra está dividida em três seções:
- Pense no seu criador nos dias de sua juventude
- A expectativa da salvação eterna
- Ele deve crescer, eu devo diminuir

Esta série de discursos também é dedicada ao seu pai, Michael Pedersen Kierkegaard, tal como a maioria dos seus discursos. Também inclui outra dedicatória: áquele indivíduo singular a quem como gratidão e alegria chamo de meu leitor. De acordo com alguns autores, 0 meu leitor refere-se a Regine Olsen.

## A expectativa da salvação eterna
Este discurso é uma reflexão sobre um texto específico do Novo Testamento, nomeadamente na Segunda Epístola aos Coríntios, capítulo 4, versículos 17 a 18, onde é dito: Pois a nossa leve aflição momentânea para nós produz cada vez mais abundantemente um eterno peso de glória, enquanto não olhamos para as coisas que se veem, mas sim para as que se não veem; porque as coisas que se veem, são temporais, mas as coisas que se não veem, são eternas.
Aqui, Kiekegaard quer discutir sobre as consequências que a expectativa da salvação eterna tem na problemática vida terrena. dando duas maneiras através das quais essa expectativa deve funcionar no mundo terreno. Na primeira, a expectativa da salvação eterna irá ajudar uma pessoa a compreender a si mesma, na temporalidade. Na segunda, a expectativa da salvação eterna irá reconciliar toda a gente com o seu próximo, com o seu amigo e o seu inimigo, na compreensão do que é essencial, que se refere à vida eterna.

## Ele deve crescer, eu devo diminuir
O título deste discurso é uma referência a uma passagem do Novo Testamento, nomeadamente no Evangelho segundo João, capítulo 3, versículos 29 a 30, onde é dito, através das palavras de São João Baptista: o que tem a esposa, é o esposo; mas o amigo do esposo, que está presente e o ouve, muito se regozija por causa da voz do esposo. Pois este meu gozo está completo. É necessário que ele cresça, e que eu diminua.
Aqui, Kierkegaard utiliza, tal como já tinha feito em outras obras, a experiência de um figura bíblica como modelo, neste caso João Baptista, para todo o indivíduo, e também para todos os que devem aprender "em humilde auto-negação" e "alegria genuína" a aceitarem serem ultrapassados pelo outro.